# Joseph Grandgagnage
Pour les articles homonymes, voir Grandgagnage.
Joseph Grandgagnage (Namur, le 20 juin 1797 - Embourg, le 19 février 1877) est un magistrat et écrivain belge, auteur des Wallonnades.

## Biographie
François Charles Joseph Grandgagnage, né à Namur le 20 juin 1797, est le fils de Gilles Grandgagnage, bourgeois de Namur, et de Marie Françoise d'Hemptinnes. Il est l'oncle de Charles Grandgagnage, linguiste wallon, sénateur belge et l'un des fondateurs de la Société liégeoise de littérature wallonne.
Sous le régime hollandais, il fait des études à l'Université de Liège et y obtient le diplôme de docteur en droit en juin 1820. Quelques années plus tard, il entre dans la magistrature comme substitut du procureur du Roi à Namur. Peu après l'indépendance de la Belgique en octobre 1830, il est nommé conseiller à la Cour d'appel de Liège par le gouvernement provisoire . En 1849, il est nommé président de chambre et en 1862, premier président. Il se fait remarquer en 1864 par son adhésion à l'Association pour l'abolition de la peine de mort. En 1869, il est admis à la retraite.
Parallèlement à sa carrière de magistrat, il est passionné de littérature. Il s'implique dans les débats littéraires en s'opposant farouchement aux outrances du Romantisme. Il a exercé une verve railleuse et satirique dans ses différentes productions littéraires. Dans ses Wallonnades en 1845 (écrit avec deux n), recueil de poèmes humoristiques, il préfigure l'appellation Wallonie. Il est aussi un écrivain paradoxal, tentant de fonder une littérature de Wallonie, notamment par le travail du wallon et du français.
Personnalité multiforme, Grandgagnage s'est intéressé à l'archéologie, l'histoire et la toponymie. En 1850, il est avec son neveu Charles Grandgagnage, l'un des fondateurs de l'Institut archéologique liégeois. Il a légué des manuscrits et des objets de prix au Musée d'archéologie de Liège  (dont Le livre des morts de l'abbaye du Neufmoustier à Huy) et à l'Institut archéologique de Namur.
Dès 1835, il était membre de l'Académie royale de Belgique. Le gouvernement belge l'a nommé membre du Conseil supérieur de l'enseignement moyen. 

## Œuvres
- Voyages et aventures d'Alfred Nicolas.
- Wallonnades, par l'auteur d'Alfred Nicolas, Liège, Oudart, 1845.
- Le Congrès de Spa (1872).
- La vie champêtre (1874).
- La vie urbaine (1875).
- Les nouveaux loisirs de M. Alfred Nicolas (1876).

## Hommages et distinctions
La rue Grandgagnage perpétue sa mémoire à Namur.
La distinctions suivante lui a été décernée :
- Grand officier de l'ordre de Léopold en 1866 (Belgique).